# Karang Talun
Karang Talun is een bestuurslaag in het regentschap Sragen van de provincie Midden-Java, Indonesië. Karang Talun telt 2731 inwoners (volkstelling 2010).